# 7α-ヒドロキシステロイドデヒドロゲナーゼ
7α-ヒドロキシステロイドデヒドロゲナーゼ（7α-hydroxysteroid dehydrogenase）は、次の化学反応を触媒する酸化還元酵素である。
3α,7α,12α-トリヒドロキシ-5β-コラン酸 + NAD+ {\displaystyle \rightleftharpoons } 3α,12α-ジヒドロキシ-7-オキソ-5β-コラン酸 + NADH + H+
反応式の通り、この酵素の基質は3α,7α,12α-トリヒドロキシ-5β-コラン酸とNAD+、生成物は3α,12α-ジヒドロキシ-7-オキソ-5β-コラン酸とNADHとH+である。
組織名は7α-hydroxysteroid:NAD+ 7-oxidoreductaseで、別名に7α-HSDHがある。